# Cinésphère
La Cinésphère (anglais: Cinesphere) est la première salle de cinéma IMAX permanente au monde, située sur le terrain de la Place de l'Ontario (en) à Toronto, Ontario, Canada. Construit en 1971, c'est aussi toujours le plus grand cinéma IMAX en Ontario. En 2014, la province désigne la Cinésphère comme une structure revêtant une valeur patrimoniale sur le plan culturel, avec le reste de la Place de l'Ontario,.
La Cinésphère est une structure à dôme triodétique (en) de 35 mètres (115 pieds) de large, semblable à un dôme géodésique, avec un rayon extérieur de 62 pieds (18,9 m) et un rayon intérieur de 56 pieds (17,1 m), soutenu par de l'acier préfabriqué et tubes en alliage d'aluminium. Son écran mesure 80 pieds (24 m) de largeur sur 60 pieds (18 m) de hauteur. Eberhard Zeidler, qui a également conçu les Pods de la Place de l'Ontario, a conçu la Cinésphère.
Lors de son lancement, la Cinésphère présente deux films de commande : le film IMAX de Graeme Ferguson North of Superior (en) et Seasons in the Mind, un film non IMAX sur l'Est de l'Ontario,.